# مونیورود
مونیورود (به مجاری:  Monyoród) یک منطقهٔ مسکونی در مجارستان است که در ناحیه بوی واقع شده‌است.